# Coppa Italia Dilettanti 1998-1999
La Coppa Italia Dilettanti 1998-1999 è stata la 33ª edizione di questa competizione calcistica italiana. È stata disputata con la formula dell'eliminazione diretta ed è stata vinta dal Casale.
Dopo l'entrata in vigore della Legge n. 91 del 23 marzo 1981 che ha abolito il calcio semiprofessionistico, le squadre del Campionato Nazionale Dilettanti (5º livello nazionale, primo dilettantistico) partecipano a questa coppa, assieme a quelle di Eccellenza (1º livello regionale, 6º nazionale). Il torneo viene diviso in due "binari" per le due categorie con assegnazione delle rispettive Coppe Italia. Le due vincitrici si affrontano poi per l'assegnazione della Coppa Italia Dilettanti.
L'edizione, come detto sopra, è stata vinta dal Casale, che superò in finale, in un derby piemontese, il Moncalieri; le finaliste sconfitte delle due coppe furono Latina (C.N.D.) e Taurisano (Eccellenza).
Questa è stata l'ultima edizione in cui hanno partecipato le squadre del C.N.D., infatti queste, dalla stagione successiva, sono confluite nella Coppa Italia Serie D.

## Formula
Le squadre delle due categorie (Campionato Nazionale Dilettanti 1998-1999 ed Eccellenza 1998-1999) disputano due coppe diverse con assegnazione delle rispettive Coppe Italia di settore. Le due vincenti si affrontano poi nella finale per la Coppa Italia Dilettanti.

## Partecipanti
Alla finale giungono le vincitrici della fase C.N.D. e della fase Eccellenza.
| Torneo          | Squadra    | Città (provincia)      | Posizione in campionato      |
| --------------- | ---------- | ---------------------- | ---------------------------- |
| fase C.N.D.     | Casale     | Casale Monferrato (AL) | 11º nel girone A del C.N.D.  |
| fase Eccellenza | Moncalieri | Moncalieri (TO)        | 1º nel girone B del Piemonte |

### Il cammino delle finaliste
```
Fase C.N.D.

PRIMO TURNO:

Valenzana
-
Casale
              2-2

Casale
-
Derthona
               1-0

TRENTADUESIMI:

Casale
-
Ivrea
                  3-1 1-1

SEDICESIMI:

Casale
-
Cuneo
                  1-2 2-0

OTTAVI:

Trevigliese
-
Casale
            1-2 0-0

QUARTI:

Casale
-
Sant'Angelo
            1-1 1-0 

SEMIFINALI:

Pordenone
-
Casale
              0-0 0-1

FINALE:

Casale
-
Latina
                 3-1 2-3
```

```
Fase regionale Piemonte

PRIMO TURNO:

Piobesi-
Moncalieri
             0-1

Moncalieri
-D.B.Nichelino       2-0

SEDICESIMI:

Moncalieri
-Nizza Millefonti    1-1 2-0

OTTAVI:

Moncalieri
-Mathi               6-0 1-1

QUARTI:

Moncalieri
-Rivoli              1-1 1-0

SEMIFINALI:

Moncalieri
-
Bra
                 2-1 1-1

FINALE

Moncalieri
-Volpiano            1-2 2-0
```

```
Fase nazionale

PRIMO TURNO:

Moncalieri
-Colorno             1-0

Salò
-
Moncalieri
                0-1

QUARTI:

Conegliano
-
Moncalieri
          0-4 0-2

SEMIFINALI:

Moncalieri
-Porcari Montecarlo  1-0 2-2

FINALE

Taurisano-
Moncalieri
           0-2 1-6
```

## Finale
| Squadra 1 | Totale | Squadra 2  | Andata     | Ritorno    |
| --------- | ------ | ---------- | ---------- | ---------- |
|           |        |            | 22.05.1999 | 29.05.1999 |
| Casale    | 3 – 0  | Moncalieri | 3 – 0      | 0 – 0      |

| Arbitro: | Vicinanza (Albenga) |

| |            | |
| Brandani 2’ (rig.) Bruno 19’ Mazzeo 23’                                                                             | Marcatori  | |
| De Giorgi Brakus Izzo Bruno Brandani Rotolo Cafferata (88' Gabasio) Melchiori Mazzeo Cardinali (89' Piazza) Soragna | Formazioni | Buda Ferina Baron Vallone (46' Milani) Pizzimenti Castagna Frassinelli (81' Massimo) Spina De Reggi Terziano (46' Tarappia) Serra |
| Petrucci | Allenatori | Brucato |

| Arbitro: | Tonolini (Milano) |

| |            | |
| Buda Danzè (77' Massimo) Baron Milani Pizzimenti Castagna (59' Serra) Frassinelli Pilato De Reggi Girelli (46' Cesare) Tarappia | Formazioni | De Giorgi (52' Pareiko) Brakus Izzo Bruno Gabasio Rotolo Cafferata Melchiori Mazzeo (53' Labrozzo) Cardinali Soragna (50' Piazza) |
| Brucato | Allenatori | Petrucci |